# Lysimachia saxicola
Lysimachia saxicola là một loài thực vật có hoa trong họ Anh thảo. Loài này được Chun & F. H. Chun in F. H. Chen & C. M. Hu mô tả khoa học đầu tiên năm 1979.